# Pas (kortmelding)
 For alternative betydninger, se Pas. (Se også artikler, som begynder med Pas)
At melde pas betyder, at man stopper med at melde eller springer en melderunde over. I de fleste spil kan man ikke melde igen efter at have meldt pas, men bridge er en markant undtagelse fra denne hovedregel. 